# Wit-Rusland op het Junior Eurovisiesongfestival

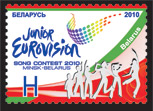
Postzegel ter ere van het Junior Eurovisiesongfestival 2010, wat in Minsk plaatsvond.

Wit-Rusland deed tussen 2003 en 2020 mee aan het  Junior Eurovisiesongfestival. In totaal heeft het land 18 keer aan het liedjesfestijn deelgenomen. Vijftien Wit-Russische inzendingen eindigden bij de beste tien en twee daarvan wisten het festival zelfs te winnen. Sinds 2021 is de Wit-Russische omroep uitgesloten van deelname wegens een schorsing door de EBU.
Het Junior Eurovisiesongfestival is twee keer door Wit-Rusland georganiseerd: in 2010 en in 2018. Beide keren vond het evenement plaats in de hoofdstad Minsk.

## Deelnames

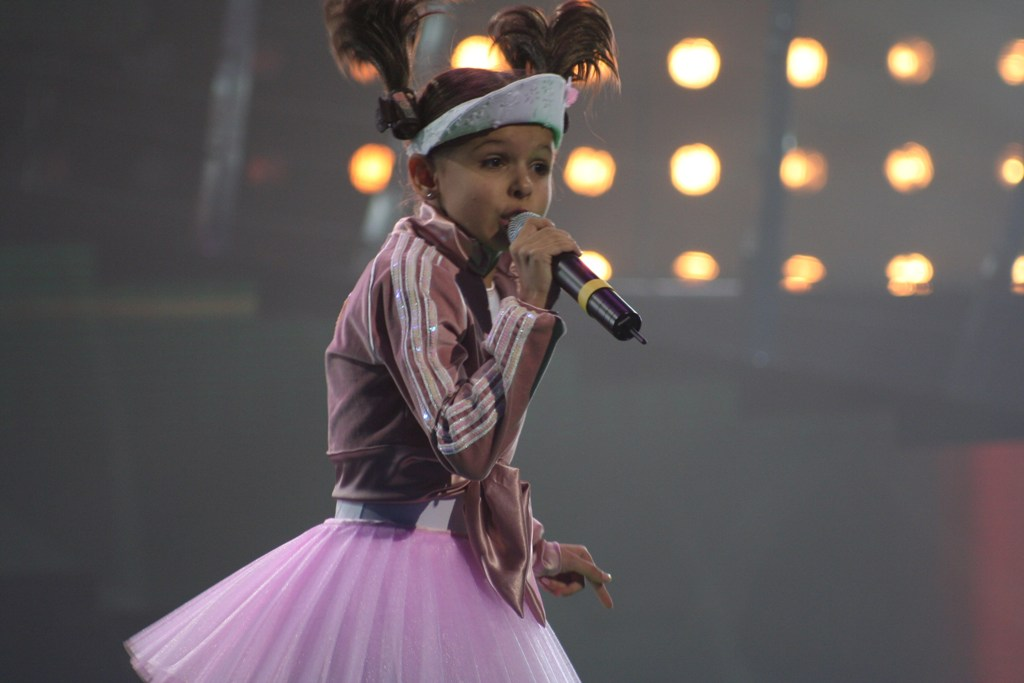
Ksenia Sitnik won voor het eerst voor Wit-Rusland het Junior Eurovisiesongfestival, in 2005

### Beginjaren en tweemaal winst

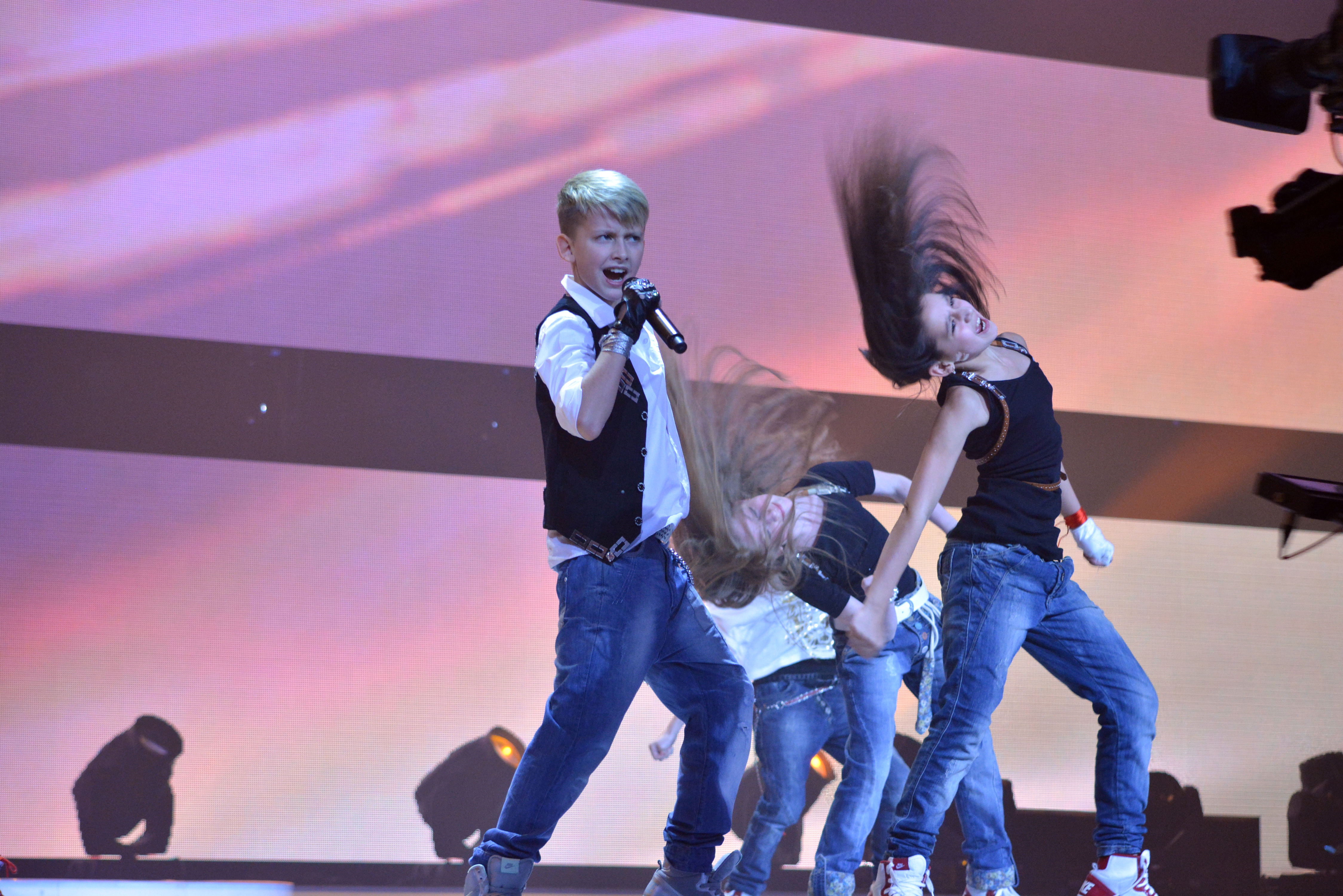
Ilja Volkov pakte in 2013 het brons voor Wit-Rusland.

Nog voordat Wit-Rusland in 2004 debuteerde op het grote Eurovisiesongfestival, verscheen het land al op de junior-variant. Het maakte zijn debuut tijdens de eerste editie in 2003. De eerste Wit-Russische inzending werd het lied Tantsoei van Volja Satsoek, dat de vierde plaats bereikte. Het jaar daarop kwam Jahor Vautsjoek echter niet verder dan de 14de plaats. In 2005 greep Wit-Rusland voor het eerst de zege. De toen 10-jarige zangeres Ksenia Sitnik wist met haar liedje My vmeste de Spaanse deelnemer Antonio José drie punten voor te blijven. Dit was tevens de eerste keer dat het land in het Russisch zong. In het volgende jaar werd Andrej Koenets tweede op ruime afstand van Rusland, die wonnen met The Tolmachevy Twins. In 2007 was het wel weer raak. Aleksej Zjigalkovitsj mocht voor Wit-Rusland afreizen naar Rotterdam met het liedje S droezjami en wist het festival te winnen van de nummer twee met één punt verschil. Wit-Rusland werd hiermee het eerste land dat het Junior Eurovisiesongfestival tweemaal op zijn naam schreef.

### Periode 2008–2016
In 2008 werd Wit-Rusland zesde met het trio Dasja, Alina & Karina. Met het liedje Sertse Belaroesi - dat Het hart van Wit-Rusland betekent - wisten zij 86 punten te behalen. Joeri Demidovitsj mocht voor Wit-Rusland in 2009 naar Kiev. Zijn liedje, Volsjebni krolik, ging niet onopgemerkt voorbij: zijn act bevatte dansers met konijnenoren. Bovendien zong hij een groot gedeelte van het liedje opera. Het haalde met 48 punten de negende plaats. In 2010 organiseerde Wit-Rusland het festival zelf. De nationale preselectie werd gewonnen door Danil Kozlov met zijn lied Moeziki svet. Het liedje moest echter wel wat worden aangepast, omdat er stukken in zaten die voorkwamen in de Maansonate van Beethoven. In Minsk wist hij de vijfde plaats bemachtigen met 12 punten van Letland en Georgië.
In 2011 behaalde Lidia Zabolotskaja met haar liedje Angeli dobra, wat over de bomaanslag in de metro van Minsk ging, de derde plaats in Armenië. Egor Zjesjko werd in 2012 namens Wit-Rusland naar Amsterdam gestuurd. Op de avond zelf moest Zjesjko als eerste aantreden met zijn liedje A more-more. De laatste noot kwam er niet helemaal goed uit, maar uiteindelijk werd hij negende. Ook in 2013 in Oekraïne was Wit-Rusland opnieuw van de partij. Het zond ditmaal Ilja Volkov en werd derde. Volkov was eerder achtergronddanser van Egor Zjesjko tijdens het Junior Eurovisiesongfestival 2012.
Wit-Rusland zong in 2014 voor het eerst sinds tien jaar weer helemaal in het Wit-Russisch. Nadezjda Misjakova en haar liedje Sokal werden zevende. In 2015 stuurde Wit-Rusland Roeslan Aslanov in met zijn nummer Magic. Wederom behaalde Wit-Rusland een goed resultaat: het land werd vierde met 105 punten. In 2016 behaalde Aleksander Minjonok met Moezika moich pobed de zevende plaats.

### Laatste deelnames en uitsluiting
In 2017 werd in Wit-Rusland gekozen voor Helena Meraai met het nummer I am the one. Wit-Rusland was een van de favorieten om het festival te winnen, maar eindigde op een vijfde plek met 149 punten. In de weken voor dit festival werd bekendgemaakt dat Minsk in 2018 wederom gaststad zou zijn van het Junior Eurovisiesongfestival. Net als in 2010 werd de Minsk Arena aangewezen als locatie. Op eigen bodem eindigde Daniel Jastremisky namens de Wit-Russen op een teleurstellende elfde plaats. Het was pas de tweede keer dat Wit-Rusland niet in de top 10 eindigde. Een jaar later, in 2019, eindigde Wit-Rusland nogmaals als elfde, met Pepelny van Elizaveta Misnikova.
In 2020 deed Wit-Rusland voor de achttiende keer op rij mee aan het Junior Eurovisiesongfestival. Het was daarmee, samen met Nederland, het enige land dat sinds de start in 2003 aan iedere editie had deelgenomen. Met het nummer Aliens sleepte Arina Pechtereva in buurland Polen een vijfde plaats in de wacht.
Aan de deelnames van Wit-Rusland kwam in 2021 een eind toen staatsomroep BTRC door de EBU voor drie jaar werd geschorst. Aanleiding hiervoor was dat BTRC door de Wit-Russische overheid als propagandamiddel werd gebruikt en de persvrijheid niet kon worden gewaarborgd. De schorsing betekende dat het land niet langer kon deelnemen aan EBU-evenementen, waaronder het Junior Eurovisiesongfestival. In 2024 werd de schorsing voor onbepaalde tijd verlengd.

## Lijst van Wit-Russische deelnames
| Jaar | Artiest               | Lied                 | Plaats | Punten | Taal                     |
| ---- | --------------------- | -------------------- | ------ | ------ | ------------------------ |
| 2003 | Volja Satsoek         | Tantsoei             | 4      | 103    | Wit-Russisch             |
| 2004 | Jahor Vautsjoek       | Spjavajtse sa mnojoe | 14     | 9      | Wit-Russisch             |
| 2005 | Ksenia Sitnik         | My vmeste            | 1      | 149    | Russisch                 |
| 2006 | Andrej Koenets        | Novi den             | 2      | 129    | Russisch                 |
| 2007 | Aleksej Zjigalkovitsj | S droezjami          | 1      | 137    | Russisch                 |
| 2008 | Dasja, Alina & Karina | Sertse Belaroesi     | 6      | 86     | Russisch en Wit-Russisch |
| 2009 | Joeri Demidovitsj     | Volsjebni krolik     | 9      | 48     | Russisch                 |
| 2010 | Danil Kozlov          | Moeziki svet         | 5      | 85     | Russisch                 |
| 2011 | Lidia Zabolotskaja    | Angeli dobra         | 3      | 99     | Russisch                 |
| 2012 | Egor Zjesjko          | A more-more          | 9      | 56     | Russisch                 |
| 2013 | Ilja Volkov           | Poj so mnoj          | 3      | 108    | Russisch                 |
| 2014 | Nadezjda Misjakova    | Sokal                | 7      | 71     | Wit-Russisch             |
| 2015 | Roeslan Aslanov       | Magic                | 4      | 106    | Russisch en Engels       |
| 2016 | Aleksander Minjonok   | Moezika moich pobed  | 7      | 177    | Russisch en Engels       |
| 2017 | Helena Meraai         | I am the one         | 5      | 149    | Russisch                 |
| 2018 | Daniel Jastremisky    | Time                 | 11     | 114    | Russisch en Engels       |
| 2019 | Elizaveta Misnikova   | Pepelny              | 11     | 92     | Russisch en Engels       |
| 2020 | Arina Pechtereva      | Aliens               | 5      | 130    | Russisch en Engels       |

| Kleur | Betekenis      |
| ----- | -------------- |
|       | Eerste plaats  |
|       | Tweede plaats  |
|       | Derde plaats   |
|       | Laatste plaats |
|       | Gastland       |

## Gegeven en gekregen punten
| Plaats | Land     | Punten |
| ------ | -------- | ------ |
| 1      | Rusland  | 151    |
| 2      | Armenië  | 105    |
| 3      | Oekraïne | 96     |
| 4      | Georgië  | 84     |
| 5      | Malta    | 81     |

| Plaats | Land      | Punten |
| ------ | --------- | ------ |
| 1      | Rusland   | 144    |
| 2      | Malta     | 109    |
| 3      | Oekraïne  | 95     |
| 4      | Armenië   | 93     |
| 5      | Nederland | 77     |

## Twaalf punten
(Een vetgedrukte editie betekent dat het land die editie won.)
| Aantal | Land                | Edities                            |
| ------ | ------------------- | ---------------------------------- |
| 6      | Rusland             | 2005, 2006, 2007, 2008, 2009, 2010 |
| 3      | Armenië             | 2014, 2015, 2016 (K)               |
| 3      | Georgië             | 2011, 2016 (J), 2017 (J)           |
| 2      | Oekraïne            | 2012, 2013                         |
| 1      | Australië           | 2018 (J)                           |
| 1      | Frankrijk           | 2020 (J)                           |
| 1      | Kazachstan          | 2019 (J)                           |
| 1      | Roemenië            | 2004                               |
| 1      | Verenigd Koninkrijk | 2003                               |

| Aantal | Land       | Edities                                    |
| ------ | ---------- | ------------------------------------------ |
| 6      | Rusland    | 2005, 2006, 2011, 2013, 2016 (J), 2016 (K) |
| 4      | Malta      | 2005, 2006, 2007, 2017 (J)                 |
| 2      | Letland    | 2005, 2010                                 |
| 2      | Polen      | 2003, 2020 (J)                             |
| 2      | Portugal   | 2006, 2007                                 |
| 1      | Armenië    | 2018 (J)                                   |
| 1      | Georgië    | 2010                                       |
| 1      | Israël     | 2016 (J)                                   |
| 1      | Kazachstan | 2020 (J)                                   |
| 1      | Kroatië    | 2003                                       |
| 1      | Litouwen   | 2007                                       |
| 1      | Moldavië   | 2011                                       |
| 1      | Oekraïne   | 2011                                       |
| 1      | Servië     | 2020 (J)                                   |

## Festivals in Wit-Rusland
| Jaar | Plaats | Zaal        | Presentatoren                                           |
| ---- | ------ | ----------- | ------------------------------------------------------- |
| 2010 | Minsk  | Minsk Arena | Denis Kourian en Leila Ismailova                        |
| 2018 | Minsk  | Minsk Arena | Evgeny Perlin, Zinaida Koeprijanovitsj en Helena Meraai |

2003 · 2004 · 2005 · 2006 · 2007 · 2008 · 2009 · 2010 · 2011 · 2012 · 2013 · 2014 · 2015 · 2016 · 2017 · 2018 · 2019 · 2020 · 2021-2024